# Koogi
Koogi es una localidad del municipio de Jõelähtme en el condado de Harju, Estonia, con una población estimada a final del año 2011 de 131 habitantes. 
Se encuentra ubicada al norte del condado, a poca distancia al este de Tallin y cerca del río Jägala y de la costa del mar Báltico.